# 2000 tonnás mozgalom
Az 500 kilométeres mozgalom és a 2000 tonnás mozgalom korai sztahanovista kezdeményezések a magyar vasútnál, az 1940-es évek végén és az 1950-es években.

## A mozgalom története
1949 körül Magyarországon a vasúttársaságnak nem volt annyi mozdonya, amennyivel ki tudta volna elégíteni az ipar és a mezőgazdaság növekvő igényeit. A meghirdetett mozgalmak célja volt a meglévő mozdonypark fokozottabb kihasználásával a megváltozott teherszállítási igények kiszolgálása.
A mozgalom a Szovjetunióból indult. Az ottani vasutasújságok – mások mellett a Gudok ('Duda') című lap – arról közölt cikksorozatot, hogy a Szovjetunióban a mozdonyok három-négyezer tonnás vasúti szerelvényeket is továbbítanak, és egy-egy mozdony huszonnégy óra alatti hasznos futásteljesítménye akár az ötszáz kilométert is eléri. A Magyar Államvasutaknál a 2000 tonnát, illetve a napi 500 kilométert tűzték ki célként. Ez azt jelentette, hogy az 1940-es évek második felében érvényben lévő forgalmi utasításokban szereplő terhelési értékek felső határait egyes mozdonytípusoknál 50-60%-kal kellett megemelni.
1949. augusztus 15-én egy 411-es mozdony 2200 tonnát szállított Miskolc és Hatvan között megállás nélkül. A 2000 tonnás mozgalom ezt követően terjedt el szélesebb körben, kezdetben önkéntes jelentkezések és versenykihívások formájában. A mozgalomban részt vevő mozdonyvezetők ekkor még kilométer- és túlsúlypénzt kaptak. Később – a forgalmi utasítás módosításával – kötelezővé tették a mozgalomban való részvételt.
Az 500 kilométeres mozgalom első mozdonya – a korabeli Filmhíradó szerint – 1950 márciusában indult útjára, Nyíregyháza és Budapest között, Lengyel József vezetésével.
1949. augusztus 15. és 1950. augusztus 15. között 11 477 túlterhelt vonat közlekedett, összesen 3 204 642 tonna többletterheléssel.
A túlterhelés gyakran járt a gőzmozdonyok meghibásodásával, élettartamuk drasztikus csökkenésével. A fékút megnövekedésével nagy mértékben fokozódott a baleseti kockázat, a mozdonyvezetőket jelentősen megviselte a fokozott pszichés terhelés. A munka túlfeszített ritmusa neurotikus panaszokat okozott pár évvel később számos mozdonyvezetőnél.

## A mozgalom díjazottjai
1950-ben a Kossuth-díj arany fokozatát kapta megosztva a Miskolci fűtőház három munkatársa, Tóth III. János mozdonyvezető, valamint két fűtője – Kertész András és Lokker Antal – „a 2000 tonnás mozgalom elindításáért”.
1970-ben a Magyar Népköztársaság Állami Díjának III. fokozatát kapta Tóth János, a Szombathelyi Vontatási Főnökség főintézője, az indoklás szerint „a 2000 tonnás mozgalom bevezetése és kiszélesítése terén végzett eredményes munkájáért, a fiatal vasúti dolgozók nevelésében elért eredményeiért”.

## A mozgalom a kultúrában
- Ákos Miklós Teljes gőzzel című regényében dolgozza fel a mozgalmat. A regényből azonos címen film is készült 1951-ben.
- Moldova György az Akit a mozdony füstje megcsapott… című szociográfiájában bemutat egy – az 1950-es években az 500 kilométeres és a 2000 tonnás mozgalomban részt vett – mozdonyvezetőt, akit az 1970-es években a budakeszi vasutas szanatóriumban szorongásos neurózissal kezeltek.